# Aaron Dessner
Aaron Brooking Dessner (23 d'abril de 1976) és un músic, compositor, i productor estatunidenc. És principalment conegut per ser el membre fundador de la banda de rock The National, amb qui ha gravat vuit àlbums d'estudi, i és també cofundador del duo rock indie Big Red Machine, al costat de Bon Iver (Justin Vernon).
A banda del seu treball amb The National i Big Red Machine, Dessner ha produït àlbums de Taylor Swift, Frightened Rabbit, Ben Howard, Sharon Van Etten, Local Natives, This Is the Kit, Adia Victoria, Lisa Hannigan, i Lone Bellow, entre d'altres.
Treballant al costat del seu germà bessó Bryce Dessener, han arranjat i produït les recopilacions per a la caritat, Dark Was the Night (2009) i Day of the Dead (2016), per a Xarxa Hot Organization.
Dessner ha cofundat tres festivals de música: Eaux Claires en Eau Claire, Wisconsin, al costat del seu company Vernon, de Big Xarxa Machine. HEAVEN; a Copenhaguen, amb el seu germà Bryce, i el Boston Calling Music Festival.